# Yang Huizhen
Yang Huizhen (née le 13 août 1992) est une athlète chinoise, spécialiste du 400 m.
Elle remporte deux titres lors des Championnats d'Asie à Wuhan, sur 400 m en 52 s 37 le 4 juin et sur relais 4 x 400 m avec l'équipe nationale chinoise.
Elle remporte la médaille de bronze du 400 m lors de l'Universiade de 2015 à Gwangju, en descendant sous les 52 s, record personnel.